# 2022 en Finlande
Chronologie de la Finlande
- 2018
- 2019
- 2020
- 2021
- 2022
- 2023
- 2024
- 2025
- 2026

Cette page concerne les évènements survenus en 2022 en Finlande :

## Évènement
- Pandémie de Covid-19 en Finlande
- 23 janvier : Élections régionales
- 15 mai 2022 : Officialisation de la demande d'adhésion à l'OTAN

## Sport
- Championnat de Finlande de hockey sur glace 2021-2022
- 9-20 février : Participation de la Finlande aux Jeux olympiques d'hiver de Pékin.
- 20-25 mars : Festival olympique d'hiver de la jeunesse européenne (prévision)
- 10 août : Supercoupe de l'UEFA 2022 à Helsinki. (prévision)

## Culture

### Sortie de film
- Egō
- Dual (prévision)

## Décès
- Jarmo Jääskeläinen (en), journaliste.
- Jaakko Jonkka (en), juriste.
- Jorma Katrama (en), musicien.